# Мэри Райли
«Мэри Райли» — фильм Стивена Фрирза, сюжет которого основан на одноимённом романе американской писательницы Валери Мартин, в котором та показала события повести Р. Стивенсона «Странная история доктора Джекила и мистера Хайда» глазами служанки Мэри Райли. Главные роли в фильме исполнили Джулия Робертс и Джон Малкович.

## Сюжет
Мэри Райли работает служанкой в доме доктора Генри Джекила, проявляющего к ней явную симпатию. Джекил объявляет, что вскоре к нему должен приехать помощник — мистер Хайд. Когда он приезжает, вся домашняя прислуга находится в ужасе от его поведения и считает его невоспитанным и грубым типом. Такое же мнение сначала имеет о нём и Мэри, но вскоре помимо воли начинает испытывать к этому человеку притяжение. Тем временем в городе происходит жестокое убийство. Подозрение падает именно на Хайда, но он исчезает, и его объявляют в розыск.
Через некоторое время после этого Мэри как обычно по утрам приносит завтрак в комнату доктора Джекила, но в его постели застаёт Хайда, который рассказывает ей о том, что он и Джекил — один человек. Девушка не знает, верить ему или нет, но вскоре «появляется» сам Джекил, и рассказывает ей о том, что некоторое время назад он изобрёл два вещества: одно превращает его в Хайда, второе выводит из этого состояния (Джекил называет его «противоядием»). Но Хайд с каждым днём становится всё сильнее, и, возможно, скоро сможет единолично контролировать тело Джекила. В своё следующее «посещение» Хайд пытается убить Мэри, но что-то его останавливает. Тогда он добавляет в «противоядие» отравляющее вещество, пьёт его и превращается в Джекила, который в страшных муках умирает буквально на руках у Мэри.

## Сборы и отзывы
Фильм «Мэри Райли» был принят холодно, при бюджете, который оценивается в 47 миллионов долларов в мировом прокате он собрал всего лишь 12 миллионов. На сайте Metacritic его оценка в настоящее время составляет 44 балла из 100 возможных (на основе 20 обзоров), на сайте Rotten Tomatoes он имеет 27% положительных отзывов.
В 1996 году Джулия Робертс и Стивен Фрирз были номинированы на «Золотую малину» (антинаграда, которая отмечает худшие актёрские работы, сценарий, режиссуру, кинопесню и фильм года), как худшая актриса и худший режиссёр.

## Актёрский состав
- Джулия Робертс — Мэри Райли
- Джон Малкович — Джекил / Хайд
- Майкл Гэмбон — отец Мэри
- Гленн Клоуз — миссис Фарадей
- Джордж Коул — мистер Пул
- Майкл Шин — Брэдшоу
- Кэти Стафф — миссис Кент
- Брона Галлахер — Энни
- Линда Бассетт — миссис Рейли
- Генри Гудман — Хаффингер
- Саша Ханау — молодая Мэри Рейли
- Киаран Хайндс — сэр Дэнверс Карью

## Производство
Джон Питерс и Питер Губер приобрели права на фильм в 1989 году и выбрали Warner Bros. для производства картины, и Романа Полански, в качестве режиссера. Когда в том же году Губер стал генеральным директором Sony Pictures Entertainment, производство фильма в дочернюю компанию Sony, TriStar Pictures, Тиму Бёртону было поручено назначить режиссёром Дениз Ди Нови в 1991 году. Кристофер Хэмптон был нанят для написания сценария, а Бёртон был назначен режиссером в январе 1993 года, после того как он одобрил сценарий Хэмптона.
Он намеревался начать съемку в январе 1994 года, после того, как закончил Эд Вуда, но Бертон покинул режиссёрское кресло в мае 1993 года из-за разногласий с Губером. Стивен Фрирс был первым вариантом TriStar вместо Бертона, а Ди Нови был уволен и заменен Недом Таненом. Дэниел Дэй-Льюис был первым претендентом TriStar на роль доктора Джекилла, а Ума Турман на роль Мэри.